# Duits & Lauret Blond
Duits & Lauret Blond is een Nederlands bier van hoge gisting.
Het bier wordt sinds het voorjaar 2010 gebrouwen voor Speciaalbierbrouwerij Duits & Lauret in De Proefbrouwerij te Hijfte, België. Het is een blond bier met een alcoholpercentage van 6,5%. Door gebruik te maken van een grote hoeveelheid aromatische hoppen heeft dit bier een bloemige en citrusachtige geur en aangename bitterheid.